# Micrurus stuarti
La serpiente coral de los volcanes o coral de Stuart (Micrurus stuarti) es una especie de serpiente venenosa de la familia Elapidae, endémica del suroeste de Guatemala. No tiene subespecies reconocidas.

## Descripción
Esta especie puede crecer hasta 74 cm de longitud, pero la mayoría suele estar más cerca de 50-60 cm. Tiene escamas dorsales suaves, generalmente con bandas de color rojo con manchas negras. El patrón de colores se compone de 13 a 19 bandas negras relativamente amplias y bandas amplias de color rojo, separadas por estrechas bandas amarillas. El número de bandas de negro en la cola puede variar de 3 a 4 bandas anchas, separadas por estrechas bandas de color marrón rojizo.

## Distribución geográfica y hábitat
Micrurus stuarti ha sido encontrado únicamente en la vertiente del Pacífico del suroeste de Guatemala. Su hábitat natural consiste de bosque subtropical húmedo y bosque montano inferior muy húmedo.